# Paragia odyneroides
Paragia odyneroides är en stekelart som beskrevs av Smith 1850. Paragia odyneroides ingår i släktet Paragia och familjen Masaridae. Inga underarter finns listade i Catalogue of Life.